# Jリーグタイム
Jリーグタイム（ジェイリーグタイム）は、NHK BSで放送されているJリーグの試合結果の詳細を放送するダイジェスト番組である。2006年4月放送開始。NHKの関連会社であるNHKグローバルメディアサービス（以下、G-Media）が制作に携わっている（放送上では製作著作のクレジットはされていない）。
前番組である『速報Jリーグ』（そくほうジェイリーグ）についても本稿で記す。

## 概要
当日行われたJ1リーグ (J1) の全試合のダイジェストを映像付き（ローカル放送を含めNHKが中継を行った試合はNHK独自の映像、それ以外はリーグ公式映像）で放送する。J2リーグ (J2)の試合は、J1開催日は放送の終盤で試合結果のみ全試合放送（まれに一部の試合を映像付きで紹介する日もあり）するほか、2017年以降はJ1の中断期間中を中心に「J2スペシャル」と題してJ2クラブの特集やJ2当日全試合ダイジェストを中心に紹介する日がある。J3リーグは直近の試合について放送最後でのテロップ表記のみ行っている（コメントなし）が、2023年10月15日は当番組初の「J3スペシャル」と題して、J3クラブの注目チーム・注目選手の特集とJ3第31節の全試合ダイジェストを放送した。放送時間帯が早いため、最も早くJリーグの詳報が伝えられる番組である。
タイトルに「Jリーグ」を冠しているが、以前はサッカー日本代表の国際試合（FIFAワールドカップ予選など）がNHKBS1で放送される場合、試合前後に「Jリーグタイムスペシャル」として日本代表戦の展望を中心に編成されることがあった。また、NHKが当該週末に行われる国際試合の放映権を持たない場合は、J1の優勝争いやイングランドプレミアリーグ序盤のハイライトなどの企画を中心に構成するなど、Jリーグ以外の話題を放送することもあった。オフシーズンの放送を開始した2009年以降は「ウィンタースペシャル」のサブタイトルでJリーグ回顧や新年度のキャンプ・戦力を分析するなどの企画も放送される。
なお、天皇杯にJ1チームが登場する場合、試合結果を放送するダイジェスト番組がJリーグタイムとは別枠で放映される が、スタジオセットや司会者・解説者の一部はJリーグタイムと共通である。また、AFCアジアチャンピオンズリーグのダイジェスト番組、およびサッカー日本代表関係のハイライト番組もこの番組のフォーマットを基本に放送されている。
オープニングのムービーおよびエンディングテーマはNHKのJリーグ中継のテーマと同一である（オープニングのムービーは2009年までは番組独自のもので、サッカー選手のリフティングのシルエット画像だった）。具体的な楽曲名についてはJリーグ中継 (NHK)#テーマ曲の節を参照。なお2015年6月からはオープニングアイキャッチを、NHKのスポーツ中継・関連番組の統一キャンペーンである「OUR SPORTS」の映像を使用していた。使われていない時期もあったが、2025年4月からはオープニングアイキャッチを久々に導入して、同様にNHKのスポーツ中継・関連番組の統一キャンペーンである「NHK SPORTS」の映像を使用している。
スタジオのセットには当日NHKが中継したカードや注目のカードに絡むチームのマスコットキャラクターのぬいぐるみが置いてあることが多い。
2011年4月の放送から、新BS1でのハイビジョン放送に移行した（番組自体はデジタルでは開始当初から、アナログも2010年7月の放送からレターボックス16:9サイズの標準画質で放送されている）。それに先駆けて2011年2月26日放送分からセットを全面的に変更した。これまでは赤ベースのセットに司会者・解説者が座る形で進行していたが、同年1月のAFCアジアカップの中継で使用されたサッカーボールをイメージした六角形のモニターを中心にしたセットに若干アレンジを加え、司会者・解説者が立って進行するスタイルになった。2015年3月からはセットはそのままであるが、キャスターらはモニターの右側にカウンターテーブルのような形で座って進行するようになった。
また2011年4月（新BS1移行後）から本編中は一部の時間を除き番組タイトルロゴを画面右下に常時表示するようになった他、新聞・EPGの番組表ではサブタイトルが掲載されるようになった。
2012年からは、番組内で放送されたJ1リーグ戦各試合のダイジェストと「マンスリーJ2」（後述）のコーナーを、NHKスポーツオンライン・動画（Jリーグ） のページにてオンデマンド動画配信している（放送後から期間限定）。

## 放送時間
（原則として）毎週日曜日・23:20 - 0:05 (JST)
- 2025年4月からの番組改編で現在の放送時間に変更。2021年度までは長らく「（原則として）毎週土曜日及び土曜日以外のJ1リーグ戦開催日・21:10 - 21:50」の時間帯で放送されていた。
  - 2008年まではJリーグ（J1）シーズン中のリーグ戦の試合が開催された日（平日を含む）に限って放送され、カップ戦のみ・J2のみが行われた日、オフシーズンには放送されなかったが、2009年4月からはJ1リーグ戦開催の有無・オフシーズンに関係なく、ほぼ毎週放送される（平日開催時は引き続き開催日のみ。また2011年ごろからオンシーズン中に国際Aマッチなどにより、J1の開催がない週末には放送されない日もある）。2010年3月までは21:40までの30分枠だったが、同年4月から35分枠に拡大した。2012年4月からは更に5分延長で40分、2024年からは更に5分延長で45分になって今日に至る。
  - 2021年までは放送直前にJリーグ中継がない場合（NHK BSニュースが20:50からの放送となる）は、21:00 - 21:40となるケースがあった。逆に前の番組がNHKプロ野球の場合、放送時間が21:30開始（試合中継延長時は繰り下げ。その場合は生放送予定時間に収録した番組の撮って出し）に変更される。オフシーズンには19時台（19:00 - 19:49など）に放送されることもあった。同年のみ直前にJリーグ中継がない場合は21:00スタートのまま放送枠を50分に拡大して放送された。
  - 以前はこの番組の直前の枠でJリーグ中継があった場合、中継の最後に女性キャスターによる当番組の予告が放送されていたが、現在は放送されていない。
- 2022年まではJ1が分散開催（土日、土日祝など）となる場合は、土曜日と日曜日のうち開催試合数の多い日に合わせて放送されていた。土曜日に放送の場合、日曜・祝日開催の数カードは当番組では扱わず、番組の最後で本日の試合結果が表示される際に対戦カードのみを伝える形となっていた。逆に日曜日放送の場合（『ワースポ×MLBサンデー』と放送枠を入れ替え）はその節の全試合を扱う。かつては、試合日が特定チームの振替措置（AFCチャンピオンズリーグとの日程調整など）によるものの場合は放送がなかった。また、2025年はJ1の2週間程度の中断期間（サマーブレイク）に該当する7月27日・8月3日は別番組に差し替えで放送を休止した[5]。
- 開幕戦、最終節など、重要な試合がある場合は放送時間を拡大することがある。
  - 2010年3月13日（2010年シーズン第2節）の回は横浜F・マリノスに復帰した中村俊輔をフィーチャーした特別版を過去最長の100分間（第1部・21:10-22:00、第2部・22:10-23:00）で放映した。
  - また2014年5月10日は当初は通常版での放送予定だったが、AFCフットサル選手権決勝でフットサル日本代表が決勝進出を果たしたため、その試合中継との合体スペシャルとしてこれを上回る21:10-24:00まで（途中21:55以後マルチ編成で102）の170分間放送が行われた。
- 夜間に急遽ほかの重要なスポーツ中継を行う場合など[6] には深夜（24:10 - 24:50など）に放送されることもある。2011年以降はスポーツ中継とのマルチチャンネル放送が行われるケースもある[7]。
- オリンピックやFIFAワールドカップの大会期間中など、BS1の特別編成のために、放送そのものが休止となる場合もある。
- 2020年はJリーグが新型コロナウイルス感染拡大の影響で一時中断していた影響で、2月29日～6月27日は放送を休止した。
  - 但し、4月3日に中断中の代替番組として『Jリーグ伝説のプレーSP』を放送した（当時当番組出演の中川と平畠も出演）。

なお通常再放送はないが、2010年5月29日（21時から21時35分）放映分は、翌5月30日に開催されるワールドカップへ向けた日本代表対イングランド代表の強化試合の特集であったことから、30日正午から再放送が行われた。またほかに次の再放送の例がある。
- 2015年6月20日の放送は、理由は不明であるが6月21日1:00-1:40（20日深夜）に再放送が行われた
- 2017年2月18日の9:00-10:30には、同年のJリーグ開幕を目前にした特集として、2月4日・2月11日に放送された「キャンプスペシャル（前後編。前編=沖縄編、後編=宮崎・鹿児島編）」を再放送した。
- 2023年5月7日の放送は、Jリーグ開幕30周年記念特別編成の一環として、総合テレビでも同月9日0:20-1:01（8日深夜）に特別番組扱いで放送（事実上の再放送）が行われた[8]。
- 2024年2月18日の開幕直前スペシャルは、同年のJリーグ開幕を目前にした特集として、総合テレビでも同月20日0:20-1:05（19日深夜）に特別番組扱いで放送された。

## 出演者
キャスター
- 今井美桜（フリーアナウンサー・タレント、2024年2月18日 - ）
- NHKサッカー担当アナウンサー（内山俊哉、酒井博司、下境秀幸、深澤健太、鳥海貴樹、野地俊二など。メディア総局アナウンス室所属か、G-Media出向中のアナウンサーが週替わりで担当）

※電子番組ガイドではNHKアナウンサーをメイン司会として扱っているが、実質的には女性キャスターが主に番組の進行役を務め、NHKアナウンサーが番組進行に加えて試合のレポートなどを行う役割となっている。
解説（毎回NHKサッカー解説者が週替わりで1名出演、その試合の注目すべき所を独自の視点で見るコーナー）
- 井原正巳（ナイスチャレンジ!!）
- 小島伸幸（ナイスセーブ!）
- 佐藤寿人（ここが寿）
- 中村憲剛（トリセツ）
- 早野宏史（はっ!とトリック）
- 播戸竜二（ばんばんばんざい!）
- 福西崇史（福VISION）
- 槙野智章（ばりスゲェ!!）
- 宮澤ミシェル（ここがトレビア～ン）
- 森岡隆三（解説するぞう）

※ 50音順。
- 上記の解説者以外では、中澤佑二が不定期で出演している（ゲスト扱い）。

Jリーグウォッチャー
- 平畠啓史（コメディアン）
  - 2017年から2020年までは、準レギュラーとして主にシーズン前の「キャンプ特集」やJ1非開催日の「J2スペシャル」放送時に出演。J1開催日には試合会場からのレポーターを務めるなど、不定期で出演。
  - 2021年はレギュラーコメンテーターとして出演。
  - 2022年は番組リニューアルに伴い、2020年以前と同様に不定期で出演。当年は長らく出演機会がなかったが、8月20日放送分にて8ヶ月ぶりに出演（番組リニューアル後初出演）した。
  - 2023年以降も不定期出演となっている。

ナレーター（クレジットなしだったが、2024年2月25日分から下部に表示されるようになった。）
- 末広矩行

過去の出演者
- 枦山南美（フリーアナウンサー、2006年 - 2008年）
- 山岸舞彩（フリーキャスター・タレント、2009年 - 2011年1月）
- 伊藤友里（フリーキャスター・タレント、2011年2月 - 2014年2月）
- 宮崎瑠依（フリーキャスター・女優・タレント、2014年3月1日 - 2017年2月18日）
- 中川絵美里（フリーキャスター・タレント、2017年2月25日 - 2021年12月11日）
- 山本浩（元NHKアナウンサー・法政大学教授。2009年から月1回程度出演。山本が出演する週はNHKアナウンサーは出演していなかった。近年は出演が無かったが、2023年5月14日に久々にゲスト出演）
- 高階亜理沙（フリーアナウンサー・タレント、2022年2月26日 - 2023年12月10日）[17]

ゲスト
2007年下期より、試合出場後の現役選手のゲスト出演が行われる場合がある。開幕直後やJ1長期中断の直前・直後に多い。
- 山瀬功治（横浜F・マリノス、同年9月29日）
- 羽生直剛（FC東京、2008年3月8日）
- 小林大悟（大宮アルディージャ、同年4月5日）
- 堀之内聖（浦和レッドダイヤモンズ、同年5月17日）
- 鈴木啓太（浦和レッドダイヤモンズ、同年7月5日）
- 石川竜也（モンテディオ山形）、2009年3月21日）
- 今野泰幸（FC東京、2010年5月15日）
- フィリップ・トルシエ（元日本代表監督、2025年3月9日）
- フローラン・ダバディ（元日本代表通訳、同日）

2019年3月30日放送分では、2018年シーズンを以て現役を引退した中澤佑二がゲスト出演。2022年2月26日放送分では、2021年シーズンを以て現役を引退した阿部勇樹がゲスト出演した。2024年12月15日放送分では、同年シーズンを以て現役を引退した興梠慎三がゲスト出演した。
他に、Jリーグとのコラボレーション企画に伴いキャラクターが登場することがある。
- Mr. ピッチ（毎年ゴールデンウィーク前後に行われるファミリーJoinデイズの告知のために登場）
- パッカ（BSハイビジョン他で放送されたサッカーアニメ「GIANT KILLING」に登場する架空のチーム「EAST TOKYO UNITED」のマスコットキャラクターの河童。2010年4月3日に同番組とのコラボレーション企画で登場）
- 足立梨花（2010・2011Jリーグ特命女子マネジャー。2011年2月26日の「2011開幕スペシャル」の終わりに登場）

## 主なコーナー
試合速報や特集以外の主なコーナーを挙げる。
- 「いまみお」「行ってみお！」「ありサーチ」「えみりぽ・えみりも」「感RUI」「ゆりすぐり」「マイLOVE」「なみチョイス」  - 番組の締めのコーナー。女性キャスターが女性の観点から、その日行われた試合で好印象を与えた選手のプレーについて紹介する。このコーナーの題名は女性キャスターの氏名からつけられた、言葉のもじりになっている。
  - 「感RUI」では、毎回そのプレーを選んだ理由を述べて「〜に感RUIです。」と決め台詞を加えていた。
  - 「えみりぽ」は番組の中盤に設定され、中川がJリーグの注目チーム・選手を取材したり、あるキーワードに沿ったテーマでのレポートを送っていた。
  - 「ありサーチ」は番組の進行上、取材に訪れたチーム、コーナーで取り上げたチームの試合ダイジェストの前もしくは後に設けられていた。
- 「うわさの新星!オススメン」- 2015年7月12日「J1・第2ステージ第1節」の放送からスタートしたもので、今後活躍が期待される若手のホープを、各クラブごとにベテラン・中堅選手が推薦して紹介するもの。コーナーテーマは『宇宙刑事ギャバン』のイントロ部分から引用、コーナー中のBGMにも『ギャバン』が使用されている（基本的に土・日曜開催で放送していたが、水曜日開催の場合はほとんどがナイターであるため割愛される場合があった）。
  - 諸事情により一旦終了扱いとなっていたが、2022年8月13日放送分にて、久々に「オススメン」が復活。2週連続で設けられ、同日は佐藤が、20日は平畠がオススメ選手を紹介した[16][18]。
- 「平ちゃんコーナー」（2017年 - ） - 平畠が独自の視点で気になったチームや選手、話題を取り上げる。J1以外のカテゴリーにも精通している平畠らしく、J2、J3、JFLの話題が取り上げられることもある。
  - 番組の中盤に設けられ、コーナー開始時に紙芝居屋に扮した平畠が自転車に乗って登場し、紙芝居風のフリップを使いながら上記の内容を映像で紹介する流れとなっている。コーナー終了時は平畠が再び自転車に乗って退場する。コーナーテーマには『蒲田行進曲』が使用されている。
  - 平畠がレギュラーコメンテーターとして出演していた2021年は、タイトルを「平ちゃんのアディショナルタイム」に変更した上で、番組の締めのコーナーに移動し実施していた。基本的な内容は「平ちゃんコーナー」と同じだったが、時間の都合上、紙芝居屋の演出等はなく、手書きのフリップを使って進行していた。ただし、6月13日放送分は日本代表特集（Jリーグは非開催）だったため、半年ぶりに「平ちゃんコーナー」を実施した[19]。
  - 2022年以降は平畠の出演機会が減っていることと、番組編成上の都合で長らく休止状態となっていたが、2024年2月18日放送分の開幕直前スペシャルで、前述以来2年8ヶ月ぶりに実施した[20]。今後も不定期で実施の予定。
- 「千田純生のJリーグ劇場」（2023年 - ） - その週に起こった出来事を千田が描いた4コマ漫画の形式で紹介する。
  - 歓声や悲鳴は実際のものが使われている。レギュラー化した2024年以降は、放送されたものを放送の翌日にNHKサッカーの公式Xに投稿される。

過去に
- 「ヤンスタッ!」 - 2012年ロンドンオリンピック、2014 FIFAワールドカップブラジル大会を目指す注目の若手選手を毎回原則1名ずつ取り上げ、その選手のプレースタイルや素顔に迫るミニ特集。2010年夏ごろ開始（ない週もあった）、2011年にキャスターが交代してから自然消滅。
- 「海外サッカー」（特にコーナー名は定めず。2010年-2011年シーズン途中より2012年-2013年シーズン途中まで） - NHK BS1で取り上げるプレミアリーグ、セリエAの最新試合情報を届けた。2013年4月から開始した「サッカープラネット」、および「ワールドスポーツ」に事実上このコーナーの機能を委譲し自然消滅。
- 「マンスリーJ2」 - 2012年より、毎月月末にJ2リーグの注目チーム・選手をクローズアップする特集を行っていた。J2の試合が2012年から基本的に日曜日のみの開催となり、試合速報が出来なくなったための代替として企画。2017年からの「J2スペシャル」に発展的解消。
- 「今日のアオアシ」 - 2022年3月26日の回から放送スタート。Jリーグが後援しているEテレの連続アニメ『アオアシ』とのコラボレーションによるもので、『アオアシ』に共感を持ったJリーガーや番組解説者のインタビュー、またその週に行われた試合から、サッカー少年や愛好家の参考となるプレーを解説する「今日のアオアシプレー」などを展開していた。[21]

ウィンタースペシャル
- 2011年以後、Jリーグの公式戦が行われない1-2月にも「Jリーグタイム・ウィンタースペシャル」と題した特別篇が行われてた。
- このウィンタースペシャルではJリーグのスター選手をゲストに招き、その選手の魅力や素顔を引き出すほか、2月には各チームの春季キャンプの模様をキャスター、解説者が実際に取材を行ったりする。またシーズン開幕直前には各チーム戦力分析などを行う。
- 2022年以降は、行われていない。

地上波の中継とのコラボ企画
- 2021年11月20日には地上波・総合テレビの中継「ガンバ大阪対名古屋グランパス」（パナソニックスタジアム吹田）の生中継で、当時当番組出演の中川・平畠が会場内の放送席に出演し、彼ら専用の視点のカメラを交えて、中継とは違う角度から見た視点でJリーグ中継の新しいスタイルを想像するという内容の試みを行った。

## 速報Jリーグ
Jリーグタイム同様、2001年から2005年シーズンの試合終了直後にNHK-BS1で放送されていた30分のダイジェスト番組。現在のJリーグタイムと番組構成がほとんど同じであった。

### 放送時間
- Jリーグ (J1) 試合開催日 原則として21:10 - 21:40 (JST)
  - NHK BSニュース開始前の2004年10月までは、放送時間が21:00 - 21:30だった。
  - 現在と異なり、土日分離開催時には日曜日に10分間の短縮版が放送されていた。2004年以降の短縮版では当時女性キャスターの石山のみが出演していた。

### 出演者
キャスター
- 川原みなみ（タレント、2001年）
- 石崎佳代子（フリーアナウンサー、2002年）
- 石山愛子（フリーアナウンサー、2003年 - 2005年）
- NHKサッカー担当アナウンサー（曽根優、鈴木聡彦、根岸昌史など。日替わりで出演）

解説
- 早野宏史、宮沢ミシェル、長谷川健太、北澤豪など（1名が日替わりで出演）。